# 狭果金合欢
狭果金合欢（羅馬化：sayāl；Sudanese Arabic：，羅馬化：ṭalḥ）是豆科金合欢属小乔木或中型乔木，原产非洲和阿拉伯半岛。

## 用途
在狭果金合欢的原生区域，当地居民食用其树胶。狭果金合欢的树胶称为萨瓦金胶（Suakin gum）、金合欢胶（talha gum），是阿拉伯胶的一种，但其品质逊于阿拉伯胶树的树胶（hashab gum）。苏丹出口的阿拉伯胶大约有10%来自狭果金合欢。
狭果金合欢的树胶、树皮、树叶、树根皆入药。果实和树皮可提取单宁，用来制作染料。其木材广泛用作柴火。

## 形态
树高(2-)3-12(-17)米，树皮苍白色、青黄色或橘红色。先花后叶；荚果细长，可长达22厘米，在种子之间缩紧，成熟后开裂。

## 变种
本种有两个变种：
- 狭果金合欢 ：托叶刺无瘿状蚁穴
- 瘿刺狭果金合欢 ：与金合欢蚁共生，托叶刺的基部膨大成瘿状。